# Бордън (окръг, Тексас)
Окръг Бордън (на английски: Borden County) е окръг в щата Тексас, Съединени американски щати. Площта му е 2347 km², а населението - 729 души (2000). Административен център е населеното място Гейл.